# پورت سنت لوسی (فلوریدا)
پورت سنت لوسی (به انگلیسی: Port St. Lucie) شهری در شهرستان سنت لوسی ایالت فلوریدا است که در سال ۱۹۶۱ بنیان‌گذاری شده‌است. این شهر طبق سرشماری سال ۲۰۱۰ میلادی، ۱۶۵٬۱۵۳ نفر جمعیت داشته و مساحت آن نیز ۱۹۸٫۶ کیلومتر مربع است.